# Open Your Mind and Your Trousers
Open Your Mind and Your Trousers er Scooters  enogtyvende studiealbum, udgivet i 2024 af Sheffield Tunes i Tyskland. Dette er det første album med Marc Blou, som kom med i gruppen i 2022, og erstattede det tidligere medlem Sebastian Schilde, og det første uden Michael Simon, som var med i bandet fra 2006 til 2022. Dette album markerer også Jay Frogs tilbagevenden, som tidligere var med i bandet fra 2002 til 2006, kom så tilbage i 2022. Det er hans første album med bandet siden Who's Got the Last Laugh Now? i 2005.

## Spor
1. "Thirty, Rough and Dirty" – 1:46
2. "Rave & Shout" (Med Harris & Ford) – 3:01
3. "Posse Reloaded" (Med Finch) – 2:34
4. "Techno is Back" (Med Harris & Ford) – 2:57
5. "I Keep Hearing Bingo" – 2:25
6. "Children of the Rave" – 2:28
7. "Let's Do It Again" – 2:12
8. "Waste Your Youth" – 2:44
9. "Sun Comes Back Around" – 2:34
10. "For Those About to Rave" (Med Timmy Trumpet) – 2:43
11. "ARDRHU" – 3:54
12. "Berliner Luft" – 2:47
13. "Ten Feet" – 3:06
14. "Constellations" – 2:56
15. "Avoid Rivals" – 4:26

## Hitlisteplaceringer
| Titel                              | Chart-Positioner | Chart-Positioner | Chart-Positioner |
| Titel                              | Tyskland         | Østrig           | Schweiz          |
| ---------------------------------- | ---------------- | ---------------- | ---------------- |
| "Open Your Mind and Your Trousers" | 2                | 4                | 8                |